# Southwest Cays
Southwest Cays är öar i Belize. De ligger i distriktet Belize, i den sydöstra delen av landet, 120 km sydost om huvudstaden Belmopan.